# FC Fortuna Mückenberg
FC Fortuna Mückenberg was een Duitse voetbalclub uit Mückenberg, Brandenburg, die bestond van 1909 tot 1945. Mückenberg was tot 1950 een zelfstandige gemeente en ging dan op in de nieuwe gemeente Lauchhammer en de naam van Mückenberg werd gewijzigd in Lauchhammer-West.

## Geschiedenis
De club werd opgericht in 1909 en sloot zich aal bij de Midden-Duitse voetbalbond. Na de Eerste Wereldoorlog speelde de club in de Kreisliga Nordwestsachsen, waar de Elbe-Elster competitie als tweede klasse fungeerde. In 1922 werd de club kampioen en speelde de titelfinale tegen de andere kampioen van de tweede klasse, SV Germania Leipzig. Ze verloren met 2-1 en zagen zo een promotie aan zich voorbij gaan. Na 1923 werd de Kreisliga afgevoerd en de competitie als Gauliga Elbe-Elster terug opgewaardeerd tot hoogste klasse. In 1925 werd de club laatste en speelde tegen FC Hartenfels 1909 Torgau voor het behoud. Beide clubs wonnen één wedstrijd waardoor er een derde, beslissende, wedstrijd gespeeld werd die Fortuna kon winnen. In 1927 werd de club groepswinnaar en verloor de titelfinale van SV Vorwärts Falkenberg. Na twee plaatsen in de middenmoot degradeerde de club in 1930. 
Na 1933 werd de competitie geherstructureerd. De Midden-Duitse bond werd ontbonden en de vele competities werden vervangen door de Gauliga Mitte en Gauliga Sachsen. De clubs uit Elbe-Elster werden te licht bevonden voor zowel de Gauliga Mitte als de Bezirksklasse Halle-Merseburg, die de nieuwe tweede klasse werd. Aangezien de club al niet meer in de hoogste klasse speelde is het niet bekend of de club in de 1. of 2. Kreisklasse Elbe-Elster van start ging. Ze slaagden er alleszins niet meer in te promoveren naar de Bezirksklasse.
Na de Tweede Wereldoorlog werden alle Duitse voetbalclubs ontbonden. Fortuna werd niet meer heropgericht.